# Curcumorpha
Curcumorpha es un género de plantas con flores perteneciente a la familia Zingiberaceae. Comprende una especie.

## Especies seleccionadas
- Curcumorpha longiflora